# Amtsgericht Burg

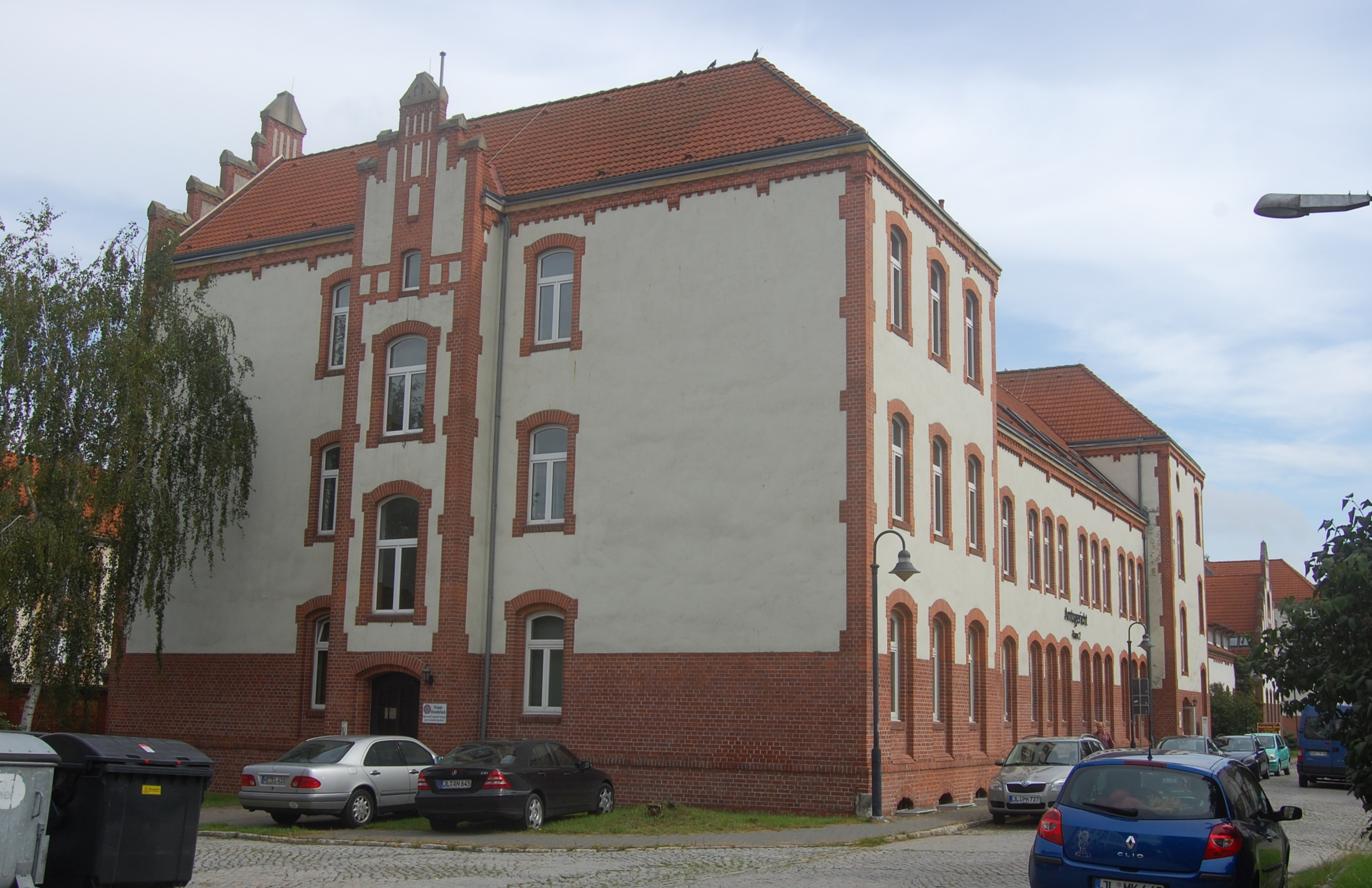
Amtsgericht Burg, Haus 2 (2010)

Das Amtsgericht Burg ist ein Gericht der ordentlichen Gerichtsbarkeit in Deutschland. Es gehört zum Bezirk des Landgerichtes Stendal und des Oberlandesgerichtes Naumburg.

## Sitz und Bezirk
Sitz des Gerichtes ist Burg (bei Magdeburg). Es verfügt über zwei Dienstgebäude, die sich beide in Burg, westlich der Innenstadt in einem ehemaligen Kasernenkomplex befinden. Das Hauptgebäude (Haus 1) hat die Anschrift In der Alten Kaserne 3, das Haus 2 die Anschrift In der Alten Kaserne 7. Der Gerichtsbezirk entspricht dem Landkreis Jerichower Land. Eine Außenstelle bestand in Genthin. Sie war zuvor als Amtsgericht Genthin selbständig. Das ursprüngliche Gebäude des Amtsgerichtes steht auf dem Grundstück Johannesstraße 18, ist jedoch nicht mehr als Gericht in Nutzung.

## Geschichte
Von 1849 bis 1879 bestand in Burg das Kreisgericht Burg im Sprengel des Appellationsgerichtes Magdeburg. Im Rahmen der Reichsjustizgesetze wurden 1879 reichsweit einheitlich Oberlandes-, Land- und Amtsgerichte gebildet. Das königlich preußische Amtsgericht Burg wurde mit Wirkung zum 1. Oktober 1879 als eines von 15 Amtsgerichten im Bezirk des Landgerichtes Magdeburg im Bezirk des Oberlandesgerichtes Naumburg gebildet. Der Sitz des Gerichtes war die Stadt Burg. Sein Gerichtsbezirk umfasste den Landkreis Jerichow I ohne die Teile, die den Amtsgerichten Gommern, Loburg, Magdeburg und Ziesar zugeordnet waren, sowie aus dem Kreis Jerichow II die Gemeindebezirke Gütter und Reesen aus dem Amtsbezirk Zerben. Am Gericht bestanden 1880 drei Richterstellen. Das Amtsgericht war damit ein mittelgroßes Amtsgericht im Landgerichtsbezirk.
In der DDR wurden 1952 die Amtsgerichte aufgehoben und einheitlich Kreisgerichte gebildet. Burg kam zum Kreis Burg, entsprechend entstand das Kreisgericht Burg im Bezirk des Bezirksgerichtes Magdeburg. Mit dem Gerichtsorganisationsgesetz von Sachsen-Anhalt wurden das Kreisgericht 1992 aufgehoben und erneut ein Amtsgericht Burg gebildet und nun dem Landgericht Stendal zugeordnet.